# Svet za okolje
Svet za okolje (kratica: ENV) je sestava Sveta Evropske unije. Sreča se približno štirikrat na leto. Združuje okoljske ministre in je odgovoren za okoljsko politiko Evropske unije.
Svet obravnava varstvo okolja, podnebne spremembe, preudarno rabo virov in varovanje zdravja ljudi.
V zvezi s tem Svet skupaj z Evropskim parlamentom sprejme zakonodajo o:
- varstvu naravnih habitatov
- čistem zraku in voda
- pravilnem odstranjevanju odpadkov
- strupenih kemikalijah
- trajnostnem gospodarstvu

Član sveta iz Slovenije je minister za okolje in prostor.